# Hattiesburg
Hattiesburg és una població dels Estats Units a l'estat de Mississipi. Segons el cens del 2000 tenia 51.993 habitants.

## Demografia
Segons el cens del 2000, Hattiesburg tenia 44.779 habitants, 17.295 habitatges, i 9.391 famílies. La densitat de població era de 351 habitants per km².
Dels 17.295 habitatges en un 25,3% hi vivien nens de menys de 18 anys, en un 31,1% hi vivien parelles casades, en un 19,4% dones solteres, i en un 45,7% no eren unitats familiars. En el 34,4% dels habitatges hi vivien persones soles el 9,3% de les quals corresponia a persones de 65 anys o més que vivien soles. El nombre mitjà de persones vivint en cada habitatge era de 2,29 i el nombre mitjà de persones que vivien en cada família era de 3,01.
Per edats la població es repartia de la següent manera: un 21,5% tenia menys de 18 anys, un 24,4% entre 18 i 24, un 26,3% entre 25 i 44, un 16% de 45 a 60 i un 11,8% 65 anys o més.
L'edat mediana era de 27 anys. Per cada 100 dones de 18 o més anys hi havia 81,3 homes.
La renda mediana per habitatge era de 24.409$ i la renda mediana per família de 32.380$. Els homes tenien una renda mediana de 26.680$ mentre que les dones 19.333$. La renda per capita de la població era de 15.102$. Entorn del 21,5% de les famílies i el 28,3% de la població estaven per davall del llindar de pobresa.

## Poblacions més properes
El següent diagrama mostra les poblacions més properes.